# Marlin (Teksas)
Marlin je grad u američkoj saveznoj državi Teksas. Prema popisu stanovništva iz 2010. u njemu je živjelo 5.967 stanovnika.